# Acuafobia

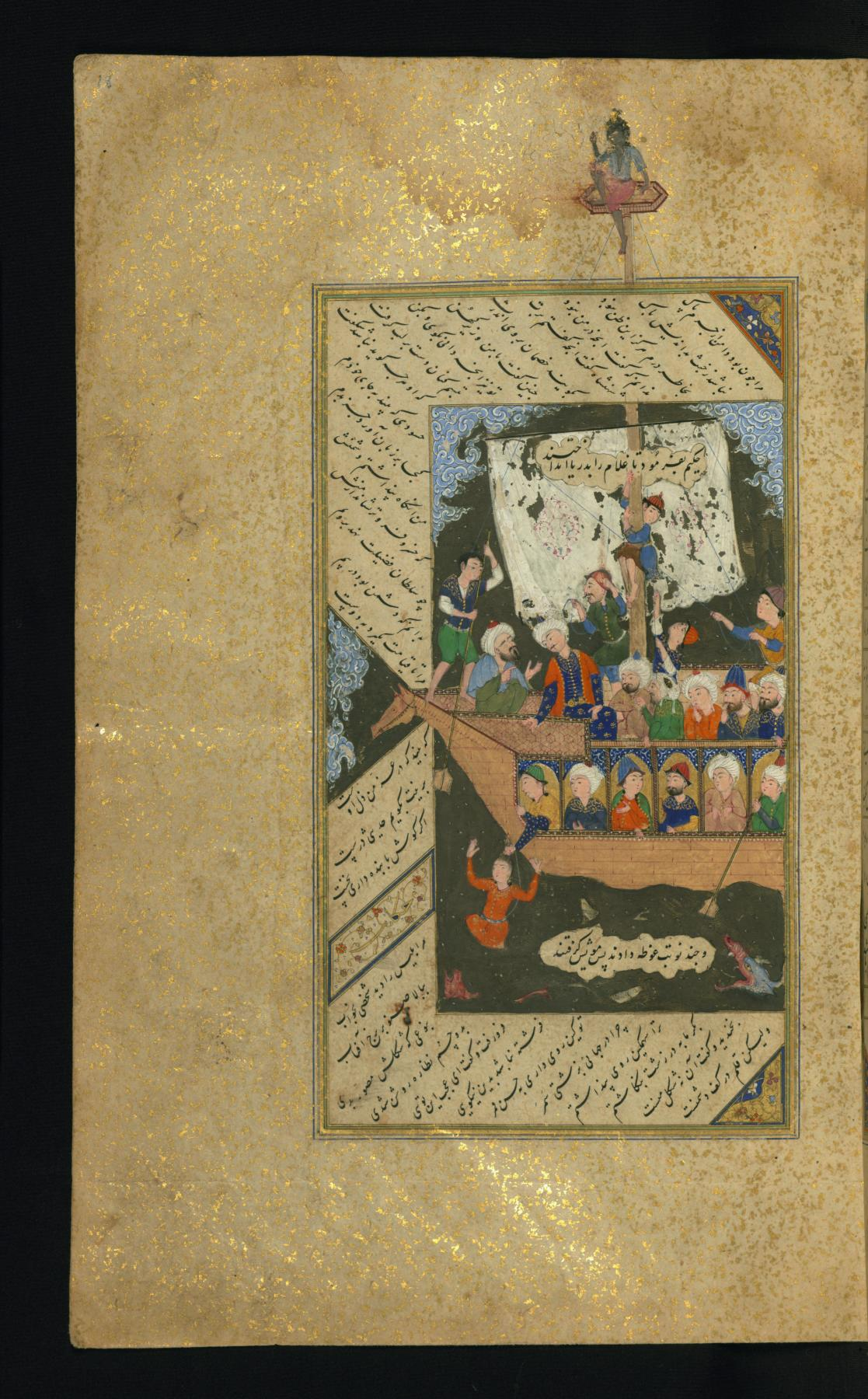
Ilustración de una mujer siendo lanzada al mar como una forma de curar su fobia al agua.

Se denomina acuafobia al miedo persistente e irracional hacia el agua. La acuafobia es una fobia específica, esto supone un nivel de miedo que va más allá del control de paciente y que puede interferir en su vida diaria. Las personas pueden sufrir de acuafobia de muchas formas, incluso sabiendo que el agua del mar, de un río o incluso de una bañera no supone una amenaza inminente. Las personas que sufren de esta fobia suelen evitar actividades tales como navegar o nadar, incluso habiendo adquirido las nociones básicas del nado.

## Prevalencia
Las fobias son las más comunes de los desórdenes de ansiedad. Un estudio del NIMH demostró que entre 8,7% y 18,1% de estadounidenses sufren de fobias. Desglosado por edad y género, el estudió encontró que las fobias son las enfermedades mentales más comunes en las mujeres en todos los grupos, y la segunda enfermedad mental más común entre los hombres mayores de 25 años.
De las fobias simples, la acuafobia se encuentra entre las más comunes. En un artículo sobre desórdenes de ansiedad, Lindal y Stefansson sugieren que la acuafobia afecta alrededor del 1,8% de la población general de Islandia, aproximadamente 1 de cada 50 personas.

## Causas
Médicos profesionales indican que la acuafobia puede presentarse en una persona como consecuencia de experiencias específicas o causas biológicas. Algunas personas pueden desarrollar esta fobia como una reacción a una experiencia traumática relacionada con agua como estar cerca de ahogarse, un naufragio o ver morir a un pariente ahogado. Otros casos pueden simplemente deberse a factores culturales, como es el caso de las personas criadas en zonas desérticas. Sufren de reacciones instintivas ante casuales actividades que involucran agua, como nadar, causándoles así un malestar continuo. Otros enfermos pueden llegar a sentir este malestar sin entrar en ninguna de las anteriores categorías.